# 와이드너 도서관

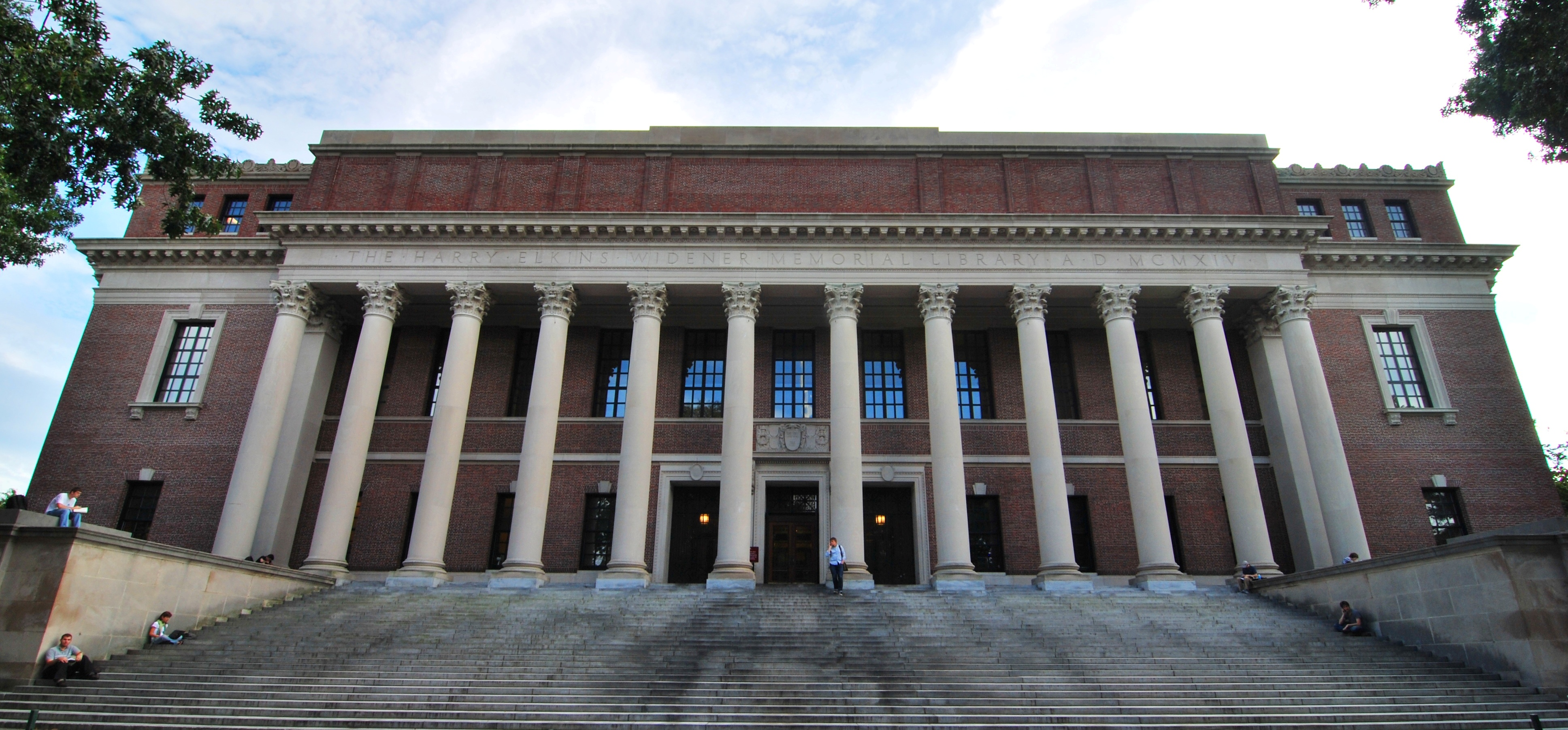
와이드너 도서관

와이드너 도서관(Widener Library)은 미국 매사추세츠주 케임브리지에 있는 하버드 대학교의 도서관 중 하나이다. 300만여권의 도서가 소장되어 있으며, 선반의 총 연장은 92킬로미터에 달한다. 1912년에 타이타닉의 침몰로 사망한 하버드 졸업생 해리 엘킨스 와이드너의 부모가 대학 측에 도서관 건립비를 기증했다. 1915년 6월 24일 졸업식에서 정식으로 개관되었다.